# فريتز خان
فريتز خان (بالألمانية: Fritz Kahn)‏ هو طبيب التوليد والنساء ألماني، ولد في 29 سبتمبر 1888 في هاله في ألمانيا، وتوفي في 14 يناير 1968 في لوكارنو في سويسرا.